# Житловий будинок (вулиця Батюка, Ніжин)
Житловий будинок — пам'ятка архітектури місцевого значення на вулиці Батюка у Ніжині. Наразі тут розміщується Ніжинський краєзнавчий музей (його історичний відділ) та «Центр пам'яткознавства» (Північно-східне регіональне відділення Українського товариства охорони пам'яток історії та культури).

## Історія
Спочатку об'єкт було внесено до «списку нововиявлених пам'яток архітектури» під назвою «Житловий будинок Максимовича».
Наказом Міністерства культури і туризму від 21.12.2012 № 1566 надано статус «пам'ятник архітектури місцевого значення» з охоронним № 10002-Чр під назвою «Житловий будинок».

## Опис
Будинок збудований наприкінці ХІХ століття. Будинок належав ніжинському купцю 1-ї гільдії, наслідному почесному громадянину Пантелеймону Івановичу Дяченку.
Кам'яний, одноповерховий на цоколі, прямокутний у плані будинок із входом праворуч. Над входом розташована фрамуга на рівні із вікнами фасаду. Оздоблений орнаментальною цегляною кладкою. Симетричність фасаду підкреслюють пілястри з обох боків входу та крайнього лівого вікна, які завершуються аттиками. Фасад щедро прикрашений візерунковим декором, зокрема обрамлені вікна і завершує карниз, що вінчає. Вікна чотирикутні.
4 листопада 1967 року на громадських засадах у будинку було відкрито музей. У 1968 році перетворений на філію Чернігівського історичного музею. У своєму підпорядкуванні мав відділ — музей історії села Піски (з 1972 року). Фонди музею налічують близько 20 тисяч експонатів. Експозиція музею розміщена у 8 залах (понад 4 тисячі експонатів, у тому числі 2 тисячі оригіналів), складається з відділів історії та природи.
На фасаді будинку встановлено меморіальну дошку основи музею та першому директору з текстом: «У цьому будинку 4 жовтня 1967 року було відкрито Ніжинський краєзнавчий музей, одним із засновників та першим директором якого з 1967 р. по 1986 р. був Шоходько Володимир Семенович історик, краєзнавець, пам'ятникознавець».